# Новоукраїнський (Челябінська область)
Новоукраїнський (рос. Новоукраинский) — селище у Чесменському районі Челябінської області Російської Федерації.
Входить до складу муніципального утворення Новоукраїнське сільське поселення. Населення становить 544 особи (2010). Населений пункт розташований на території українського культурного та етнічного краю Сірий Клин.

## Історія
Від 18 січня 1935 року належить до Чесменського району Челябінської області.
Згідно із законом від 12 листопада 2004 року органом місцевого самоврядування є Новоукраїнське сільське поселення .

## Населення
| 2002 | 2010 |
| ---- | ---- |
| 569  | ↘544 |